# Sankt Stefan am Walde
Sankt Stefan am Walde è un comune austriaco di 797 abitanti nel distretto di Rohrbach, in Alta Austria.